# María de Breuillet
María de Breuillet de Dourdan (c. 1080 - c. 1119) fue una noble francesa y amante real del futuro rey Luis VI de Francia.

## Biografía

### Primeros años
Nació alrededor de 1080, quizás cerca de Longpont, hija de un caballero y responsable de las caballerizas reales, Renaud de Breuillet de Dourdan (fallecido antes de 1115) y una mujer llamada Floria. Tenía tres hermanos, dos de los cuales, Renaud II y Godefroy, se convirtieron en monjes de la Abadía de Nuestra Señora de Longpont.

### En la corte
María conoció al entonces príncipe heredero Luis  durante su estancia en su castillo situado en Dourdan, la cuna de los Capetos.
Se convirtió en su amante hasta 1104, cuando se fue a un convento parisino. Tuvieron una hija: 
- Isabel de Francia (1105-1175); se casó con Guillermo de Vermandois, señor de Chaumont en 1117.[6] Con descendencia.

### Matrimonio e hijos
Tras terminar su relación con el príncipe, María se casó con Thévino de Orsay, con quién tuvo dos hijos, Aimón y Nantier de Orsay.